# Ingeborg Öquist
Ingeborg Öquist, född 27 december 1864 i Nederluleå församling, Norrbottens län, död 20 december 1944 i Umeå stadsförsamling, Västerbottens län, var en svensk telegrafist, politiker (liberal) och rösträttskvinna.

## Liv
Öquist var dotter till länsveterinären Carl Öquist. Hon tillhörde under många år stadsfullmäktige i Umeå stad, där hon även var ordförande i stadens tredje beredningsutskott och ledamot av flera nämnder och styrelser. Hon valdes in första gången vid stadsfullmäktigevalet 1912 och var den tredje kvinnan att väljas in i Umeå stadsfullmäktige. Efter valet till stadsfullmäktige 1914 var hon den enda kvinnan i fullmäktige, då moderaten Helena Ljungberg och liberalen Anna Grönfeldt förlorade sina platser.
Öquist var utöver sin kommunpolitiska gärning en av de ledande förkämparna i Norrland för kvinnlig rösträtt. Hon var ordförande i Föreningen för kvinnans politiska rösträtt i Umeå  när den bildades 1903 och satt kvar på den posten tills föreningen upplöstes 1921. Hon bildade föreningen efter ett besök av Ann Margret Holmgren i Umeå. Hon satt senare även i styrelsen för Fredrika Bremer-förbundet.
Utöver sina politiska uppdrag var hon fullmäktig i Telegrafverkets pensionsinrättning.
Öquist tilldelades 1938 guldmedaljen för medborgerlig förtjänst av femte storleken.